# سویم بوراک
زلیخا سویم بوراک (به ترکی استانبولی: Zeliha Sevim Burak) (۲۹ ژوئن ۱۹۳۱، استانبول - ۳۰ دسامبر ۱۹۸۳، استانبول) نویسنده ترک بود.
در دوران حیات ۳ کتاب از وی منتشر شده بود که پس از مرگش یک نمایشنامه (İşte Baş İşte Gövde İşte Kanatlar) یک رمان (Ford Mach I)، یک داستان (Palyaço Ruşen) و یک مجموعه نامه (Mach I’den Mektuplar) نیز از او منتشر شد.

## آثار
- Yanık Saraylar - ۱۹۶۵
- Sahibinin Sesi - ۱۹۸۲
- Afrika Dansı - ۱۹۸۲
- Everest my lord - ۱۹۸۴
- Ford Mach I - ۲۰۰۳
- Mach 1'dan mektuplar - ۲۰۰۴
- Beni Deliler Anlar - ۲۰۰۹

## کتاب‌های نوشته‌شده در مورد وی
- Bedia Koçakoğlu, Aşkın Şizofrenik Hali - Sevim Burak, Palet Yayınları, 2009 Konya, ISBN 978-605-60635-3-4
- Nilüfer Güngörmüş, A’dan Z’ye Sevim Burak, Yapi Kredi Kültür, 2003 İstanbul